# Maximiliano Huapaya
Maximiliano Huapaya (Jesús María, 12 de marzo de 1916) fue un futbolista peruano que desempeñaba de mediocampista.

## Trayectoria
Nació en 12 de marzo de 1916, debuta en primera división en Juventud Gloria en la liga distrital siendo unos de los mejores del equipo, llega al Sporting Tabaco tuvo un paso brillante siendo la figura del plantel. En 1943 llega al club merengue a pedido del técnico Arturo Fernández, en 1945 con la u logra el título nacional siendo huapaya uno de los mejores de dicho año. En 1946 Universitario sale Bicampeón frente al Deportivo Municipal por segundo año consecutivo, ese plantel estaba conformado por Ruperto Castro, Víctor Espinoza, Teodoro «Lolo» Fernández, Eduardo «Lolín» Fernández entre otros. El año 1949 sale Campeón otra vez pero esta vez no teniedo minutos como otros años.
En 1951 se retira del fútbol profesional,muchos años después fallece siendo como un excelente mediocampista con mucha garra y gran jerarquía.

## Clubes
| Club            | País | Año       |
| --------------- | ---- | --------- |
| Juventud Gloria | Perú | ?         |
| Sporting Tabaco | Perú | ?         |
| Universitario   | Perú | 1943-1951 |

## Palmarés
| Título                    | Club                      | País | Año  |
| ------------------------- | ------------------------- | ---- | ---- |
| Primera División del Perú | Universitario de Deportes | Perú | 1945 |
| Primera División del Perú | Universitario de Deportes | Perú | 1946 |
| Primera División del Perú | Universitario de Deportes | Perú | 1949 |